# Трикутна функція

Графік трикутної функції

Трикутна функція — кусково-лінійна функція однієї змінної, що має широке застосування в обробці сигналів, чисельних методах. Визначається як
{\displaystyle {\begin{aligned}\operatorname {tri} (t)=\land (t)\quad &{\overset {\underset {\mathrm {def} }{}}{=}}\ \max(1-|t|,0)\\&={\begin{cases}1-|t|,&|t|<1\\0,&{\mbox{dla innych }}t\end{cases}}\end{aligned}}}
Трикутну функцію також можна визначити через модуль числа і прямокутну функцію:
{\displaystyle \operatorname {tri} (t)=\operatorname {rect} (t/2)\left(1-\left|t\right|\right)}

## Властивості
- Трикутна функція рівна згортці двох прямокутних функцій:

{\displaystyle {\begin{aligned}\operatorname {tri} (t)=\operatorname {rect} (t)*\operatorname {rect} (t)\quad &{\overset {\underset {\mathrm {def} }{}}{=}}\int _{-\infty }^{\infty }\mathrm {rect} (\tau )\cdot \mathrm {rect} (t-\tau )\ d\tau \\&=\int _{-\infty }^{\infty }\mathrm {rect} (\tau )\cdot \mathrm {rect} (\tau -t)\ d\tau .\end{aligned}}}

Згортка двох квадратичних функцій. Значення в точці t рівне площі виділеній жовтим кольором.

- Перетворення Фур'є для трикутної функції рівне:

{\displaystyle {\begin{aligned}{\mathcal {F}}\{\operatorname {tri} (t)\}&={\mathcal {F}}\{\operatorname {rect} (t)*\operatorname {rect} (t)\}\\&={\mathcal {F}}\{\operatorname {rect} (t)\}\cdot {\mathcal {F}}\{\operatorname {rect} (t)\}\\&={\mathcal {F}}\{\operatorname {rect} (t)\}^{2}\\&=\mathrm {sinc} ^{2}(f).\end{aligned}}}

## Застосування
Трикутні функції застосовуються в обробці сигналів і радіозв'язку, як ідеалізований сигнал, що є частиною більш складних реальних сигналів. Також застосовуються для передачі і виявлення цифрових сигналів.
Трикутні функції є базисними в одновимірному методі скінченних елементів.